# بی‌کویو (قره‌تاش)
بی‌کویو (به ترکی استانبولی: Beyköyü) یک منطقهٔ مسکونی در ترکیه است که در قره‌تاش (شهر) واقع شده‌است.